# Мамедов, Али Аскер Джафар оглы
Али Аскер Джафар оглы Мамедов, Алескер Джафар оглу Мамедов (азерб. Әләсҝәр Ҹәфәр оғлу Мәммәдов / Ələsgər Cəfər oğlu Məmmədov; 10 октября 1919, с. Кешля, Баку — 29 января 2000, Баку) — азербайджанский и советский арабист, учёный-востоковед, переводчик. Основоположник современной арабистики в Азербайджане Именно по инициативе Мамедова и при его непосредственном участии в Азербайджанском государственном университете была открыта кафедра арабского языка (1958). Профессор (1967), «Заслуженный деятель науки Азербайджана» (1992), доктор педагогических наук (1994). Известен также как переводчик Нюрнбергского процесса.(Примечание: В официальных документах имя ученого упоминается как Али Аскер Мамедов)
Помимо родного азербайджанского, русского и арабского знал также английский, французский, итальянский, немецкий, испанский языки.

## Биография
Алескер Мамедов родился 10 октября 1919 года в бакинском поселке Кишлы, в 5-летнем возрасте потерял родителей, жил под опекой дяди. После окончания 7-летней школы поступил в Бакинский индустриальный техникум имени Н.Нариманова (1933−37), примерно с 14-15 лет начал вести самостоятельную жизнь.
В последующие годы окончил отделение немецкого языка факультета иностранных языков Азербайджанского педагогического института (1937−41), отделение арабского языка Московского военного института иностранных языков (1941—1944)[1].
Начав трудовую деятельность в Бакинском специальном военно-морском училище в качестве преподавателя немецкого языка, Алескер Мамедов с февраля 1945 года по август 1947 года работал в должности старшего референта отдела стран Ближнего Востока в Министерстве иностранных дел СССР. За два с половиной года работы перевел с немецкого языка на русский большую часть перехваченных дипломатических документов (свыше 30) Министерства иностранных дел Германии. По линии Министерства иностранных дел СССР с декабря 1945 года по февраль 1946 года участвовал в работе Нюрнбергского международного военного трибунала в качестве переводчика немецкого языка. Алескер Мамедов был одним из двух азербайджанцев, принявших участие в данном процессе (второй: Мамедов, Энвер Назимович) [2].
Алескер Мамедов о том периоде своей жизни говорил, что, когда он, как молодой специалист, сдавал экзамен по немецкому языку, экзаменатор — известный учёный, автор грамматики немецкого языка Грабор-Пассак остался им доволен, и он по рекомендации Грабора-Пассака был отправлен на Нюрнбергский международный военный трибунал в качестве переводчика немецкого языка[3].
Следует отметить, что, когда Алескер Мамедов участвовал в Нюрнбергском процессе, ему было 26 лет. В статье «Нюрнбергский трибунал (1945)» в Азербайджанской советской энциклопедии указано участие Алескера Мамедова в Нюрнбергском процессе в составе советской делегации в качестве переводчика немецкого языка[4].

## Научная деятельность
С августа 1947 года Алескер Мамедов работал
на факультете востоковедения Азербайджанского государственного университета (ныне- Бакинский государственный университет). В 1947—1950 годах занимал должность старшего преподавателя университета, в 1948—1950 годах учился в аспирантуре по специальности «Арабский язык», в 1953 году получил учёную степень кандидата филологических
наук. В 1954 году А.Мамедову было присвоено учёное звание доцента, в 1967 году профессора, в 1992 году — почётное звание Заслуженный деятель науки, а в 1994 году он получил учёную степень доктора педагогических наук и стал первым в Азербайджане ученым, получившим докторскую степень без защиты диссертации. По словам ученых, каждый написанный им учебник был достаточен для получения докторской степени[5].
В 1957 году Алескер Мамедов заложил основу школы арабистики в Азербайджане. Один из первых воспитанников этой школы — член-корреспондент НАНА, доктор философских наук, профессор Закир Мамедов посвятил книгу «Восточная философия (IX—XII века)» (издательство Бакинского государственного университета, 1999), составителем которой и автором большинства переводов является он сам, 40-летию школы современной арабистики в Азербайджане, основанной профессором Алескером Мамедовым.
Создав кафедру арабского языка, А.Мамедов 29 лет проработал её заведующим. Он был одним из инициаторов создания и первым редактором Отдела вещания на арабские страны в Комитете по телевидению и радио Азербайджана, принимал активное участие в учреждении общества «Дружба»[6].
Кроме арабского и немецкого языков, А.Мамедов также прекрасно владел английским, французским и персидским языками[7]. Он привнес новизну в преподавание арабского языка, привел его в соответствие с европейским методом, подготовил в сравнении с родным языком. С помощью этого метода студенты быстро усваивают арабский язык, за 4-5 лет в совершенстве овладевают им. Именно в связи с этим А.Мамедов говорил: «Я подобрал ключ к арабскому языку»[8]. Как педагог, он был незаменим. В процессе обучения этому трудному языку он был очень требователен, но вместе с тем своим тонким юмором мог разрядить атмосферу в аудитории. И сегодня его метод стал традиционным для продолжателей его дела, занимающихся преподавательской деятельностью[9].
Написанный Алескером Мамедовым первый
573-страничный учебник «Арабский язык» был издан в 1958 году в Советском Союзе массовым
тиражом (5000 экземпляров) и использовался не только в Азербайджане, но и в Таджикистане,
Узбекистане и других республиках. Учёный написал учебники «Ərəb
dili» и «Арабский язык», «Краткий курс арабского
языка» для студентов азербайджанского и русского секторов I и II курсов высших учебных заведений, учебник
«Ərəb dili» для студентов факультета теологии, а также учебники для II—XI классов. В 1972 году написанный им учебник «Ərəb dili» для I и II курсов азербайджанского сектора был отправлен по заказу в 22 страны. Изданная в 1980 году книга «Арабский язык» для I и II курсов русского сектора используется в качестве учебника в высших учебных заведениях не только Азербайджана, но и Москвы,Львова, Киева, Ташкента и других городов[10].
А.Мамедов является автором свыше 30 учебников арабского языка, написанных на русском и азербайджанском языках для средних и высших
учебных заведений.
Представители школы Алескера Мамедова также работают переводчиками в арабских странах. Учёный сам в одном из интервью отмечал, что большинство его студентов работают переводчиками и дипломатами в Ираке, Сирии, Судане, Иордании, Кувейте, Йемене, Египте, Ливии, Тунисе и Алжире[11]. В ряде газет и журналов Египта, Ирака, Иордании и других арабских стран опубликованы большие материалы об А.Мамедове[12].
А.Мамедов также участвовал в укреплении
связей Азербайджана с арабскими странами. В интервью учёный по этому поводу говорил: «Я неоднократно в составе официальных делегаций бывал в Ираке, Египте и Сирии. А
в марте 1963 года ездил в Египет в качестве председателя делегации работников советского просвещения»[13].
Учёный-арабист Нариман Гасымоглу, называющий
Алескера Мамедова «основоположником, патриархом арабистики в Азербайджане», писал,
что если в Турции арабским языком можно в совершенстве овладеть в течение 10-15
лет, то в Баку с помощью методики Алескер муаллима это можно сделать за 4-5 лет[14].
Алескеру Мамедову также принадлежат большие заслуги в деле подготовки кадров арабистов для многих стран. В данном в 1990 году
интервью, коснувшись этого вопроса, учёный сказал, что в Азербайджане, где в
своё время не было своих национальных специалистов, сейчас подготавливаются кадры арабистов для Болгарии,
Венгрии, Вьетнама, Лаоса, Монголии и Кубы[15].
1 декабря 1999 года в Бакинском государственном
университете состоялась научная сессия, посвященная 80-летию Алескера Мамедова
и 60-летию его научно-педагогической деятельности.
Творческое объединение «Азтелефильм» Азербайджанской
государственной телерадиовещательной компании сняло полнометражный фильм под
названием «Ömürdən qalan izlər», повествующий о жизни Алескера Мамедова.
Коллеги, студенты, в целом ценители его
творчества написали большое количество статей о жизни и деятельности Алескера
Мамедова, снискавшего своими заслугами такое высокое звание, как «Учитель
учителей».

## Труды
- Азербайджанско-арабский школьный разговорник.— Баку, «Маариф», 1971. 183 с.
- А.Мамедов является автором свыше 30 учебников арабского языка, написанных на русском и азербайджанском языках для высших и средних учебных заведений.